# Pilosocereus chrysostele
Pilosocereus chrysostele är en kaktusväxtart som först beskrevs av Friedrich Karl Johann Vaupel och fick sitt nu gällande namn av Ronald Stewart Byles och Gordon Douglas Rowley. Pilosocereus chrysostele ingår i släktet Pilosocereus och familjen kaktusväxter. Inga underarter finns listade i Catalogue of Life.